# Quentin Cornette
Quentin Cornette, né le 17 janvier 1994, à La Ciotat (Bouches-du-Rhône) est un footballeur français qui évolue actuellement comme milieu de terrain.

## Biographie
Formé au Montpellier HSC, Quentin Cornette débute en Ligue 1 avec son club formateur, en août 2015, lors d'un déplacement à Troyes en remplaçant Souleymane Camara en seconde période.
A l'intersaison 2016, en manque de temps de jeu, il rejoint Amiens, alors en Ligue 2. Stoppé par une grave blessure en début de saison, il ne participe qu'à quatre rencontres lors de sa première année en Picardie. Lors de la saison suivante, il participe, en début de saison, à six rencontres de Ligue 1 et marque son premier but avec le club picard lors de la réception de Dijon en novembre 2017 (2-1). Il se blesse à nouveau gravement, fracture du péroné, lors d'un déplacement à Rennes en décembre 2017 et ne reprend la compétition qu'en avril 2018.
Le 21 juin 2020, il s'engage pour deux ans avec Le Havre AC. Il est souvent titularisé lors de sa première saison sous les ordres de Paul Le Guen durant laquelle il dispute 27 matchs. Lors de la saison 2021-2022, il se fait notamment remarquer pour son adresse sur les coups de pied arrêtés, inscrivant trois buts sur coup franc sur la phase aller. Le 4 juillet 2022, en fin de contrat avec Le Havre, il se met d'accord avec la nouvelle direction du club composée de Mathieu Bodmer et du nouvel entraîneur, Luka Elsner, pour une prolongation de contrat de deux ans plus une saison en option. Il s'illustre lors du dernier match de la phase aller face au Nîmes Olympique. Remplaçant, il entre en jeu à la 56e minute, et inscrit un triplé en trente minutes, le premier de sa carrière, permettant à son club de s'imposer (3-1).

## Statistiques
| Saison                | Club                  | Championnat           | Championnat | Championnat | Championnat | Coupe nationale | Coupe nationale | Coupe nationale | Coupe de la Ligue | Coupe de la Ligue | Coupe de la Ligue | Total | Total | Total |
| Saison                | Club                  | Division              | M.          | B.          | P.d.        | M.              | B.              | P.d.            | M.                | B.                | P.d.              | M.    | B.    | P.d.  |
| 2015-2016             | Montpellier HSC       | Ligue 1               | 5           | 0           | 0           | -               | -               | -               | 1                 | 0                 | 1                 | 6     | 0     | 1     |
| Sous-total            | Sous-total            | Sous-total            | 5           | 0           | 0           | -               | -               | -               | 1                 | 0                 | 1                 | 6     | 0     | 1     |
| 2016-2017             | Amiens SC             | Ligue 2               | 3           | 0           | 0           | -               | -               | -               | 1                 | 0                 | 0                 | 4     | 0     | 0     |
| 2017-2018             | Amiens SC             | Ligue 1               | 12          | 1           | 2           | -               | -               | -               | 1                 | 0                 | 0                 | 13    | 1     | 2     |
| 2018-2019             | Amiens SC             | Ligue 1               | 5           | 0           | 0           | -               | -               | -               | -                 | -                 | -                 | 5     | 0     | 0     |
| 2019-2020             | Amiens SC             | Ligue 1               | 13          | 0           | 2           | 1               | 0               | 0               | 2                 | 1                 | 0                 | 16    | 1     | 2     |
| Sous-total            | Sous-total            | Sous-total            | 33          | 1           | 4           | 1               | 0               | 0               | 4                 | 1                 | 0                 | 38    | 2     | 4     |
| 2020-2021             | Le Havre AC           | Ligue 2               | 27          | 1           | 2           | 1               | 0               | 0               | -                 | -                 | -                 | 28    | 1     | 2     |
| 2021-2022             | Le Havre AC           | Ligue 2               | 36          | 6           | 7           | 1               | 0               | 0               | -                 | -                 | -                 | 37    | 6     | 7     |
| 2022-2023             | Le Havre AC           | Ligue 2               | 31          | 6           | 2           | 1               | 0               | 0               | -                 | -                 | -                 | 32    | 6     | 2     |
| Sous-total            | Sous-total            | Sous-total            | 94          | 13          | 11          | 3               | 0               | 0               | 0                 | 0                 | 0                 | 97    | 13    | 11    |
| 2023-2024             | Vólos NPS             | Super League          | -           | -           | -           | -               | -               | -               | -                 | -                 | -                 | 0     | 0     | 0     |
| Total sur la carrière | Total sur la carrière | Total sur la carrière | 132         | 14          | 15          | 4               | 0               | 0               | 5                 | 1                 | 1                 | 141   | 15    | 16    |

## Palmarès
- Le Havre AC
  - Champion de France de Ligue 2 en 2023